# Regin-Verlag
Der Regin-Verlag ist ein Kleinverlag mit Sitz in Kiel. Wissenschaftler rechnen den Verlag dem rechtsextremen Spektrum zu.

## Geschichte
Der Regin-Verlag ist ein heute im schleswig-holsteinischen Kiel ansässiger Verlag. Zuvor hatte er seinen Sitz jeweils in Preetz, Bliestorf und Straelen. Er wurde 2003 durch Markus Fernbach gegründet, später übernahm Dietmar Sokoll die Leitung.
Anfang der 2000er Jahre übernahm der Verlag die Zeitschrift Junges Forum von der neurechten, nationalrevolutionär ausgerichteten Deutsch-Europäischen Studiengesellschaft (DESG), die es im Jahr 2000 einstellte. Seit 2012 ist der Verlag Aussteller auf der Messe Zwischentag des neurechten Verlegers Götz Kubitschek. Dessen Verlag Antaios vertreibt auch Bücher des Regin-Verlages.

## Autoren und Programm
Laut dem Fachjournalisten Andreas Speit (2013) gehörten zum Verlagsprogramm rechtsextreme „Klassiker“ und rechts-esoterische Literatur. Unter anderem wird eine Arbeit über den völkisch-nationalistischen Publizisten und Vertreter der Konservativen Revolution, Arthur Moeller van den Bruck, verlegt. Der Verlag pflegt einen offen positiven Bezug zu europäischen Faschismen, was durch die Veröffentlichung von Schriften des faschistischen Rassentheoretikers Julius Evola, des rumänischen Faschistenführers Corneliu Zelea Codreanu und der Hitler-Verehrerin Savitri Devi deutlich wird.
Ein weiterer Schwerpunkt der Verlagsprogrammatik ist die Propagierung „neo-eurasischer“, als radikal antiwestlich geltender Ideen. Dem als faschistischer Kopf dieser Strömung geltenden Alexander Dugin wurden zudem Sonderhefte der Verlags-Zeitschrift Junges Forum gewidmet. Teile des Programms der „Internationalen Eurasischen Bewegung“ wurden abgedruckt.
Zu den Autoren gehören u. a. Werner Bräuninger, Günter Maschke, Friedrich Romig, Hans-Dietrich Sander, Benedikt Kaiser und Sebastian Maaß (dessen zurückgezogene Doktorarbeit durch den Extremismusforscher Eckhard Jesse als unwissenschaftlich und rechtsextrem-apologetisch bezeichnet wurde, dennoch unter anderem Namen im Regin-Verlag verlegt wurde).

## Ausrichtung
Die Politische Soziologin Karin Priester (2009/10) und der Historiker Volker Weiß (2015) verorten den Verlag im Rechtsextremismus. Andreas Umland (2006), Osteuropahistoriker und Politikwissenschaftler, der ausdrücklich auf den Verlagsinhaber Fernbach verweist, bewertet die Zeitschrift Junges Forum ebenfalls als rechtsextrem.